# بدن (ترانه مگان دی استالین)
«بدن» (انگلیسی: Body) ترانه‌ای از رپر آمریکایی مگان دی استالین است. این ترانه در ۲۰ نوامبر ۲۰۲۰ توسط سرتیفید اینترتینمنت و ۳۰۰ اینترتینمنت به عنوان سومین تک‌آهنگ از نخستین آلبوم استودیویی مگان با عنوان خبر خوب (۲۰۲۰) منتشر شد. پخش این تک‌آهنگ همزمان با انتشار آلبوم بود و توسط یک موزیک ویدئو با حضور افتخاری تراجی پی. هنسون، بلک چاینا، جوردن ودز و سایر هنرمندان پشتیبانی شد. مگان این ترانه را در قرنطینه COVID-19 نوشت و در طول فرایند ضبط ترانه، با تمرکز بیشتر بر روی اندازه‌های دور کمر و پستان، از شخصیت خود الهام گرفت. ریمیکس دی‌جی بریتانیایی جوئل کوری در ۲۹ ژانویه ۲۰۲۱ منتشر شد.